# ジャック・コリソン
ジャック・デイヴィッド・コリソン（Jack David Collison, 1988年10月2日 - ）は、イングランド・ワトフォード出身、ウェールズ代表の元サッカー選手、指導者。
多くの代表選手を輩出しているウェストハム・ユナイテッドの有名なアカデミーの出身であり、16歳で練習生として加入してからすぐにトップチームに昇格した。祖父がウェールズのベドウェルティ出身であるため、ウェールズ代表でプレイする資格を有している。左サイドハーフでのプレイを好むが、中盤のポジションならどこでもこなすことができ、クラブではサイド、代表ではセンターハーフとしてプレイしている。

## クラブ経歴

### ユースからデビューまで
コリソンは1998年にピーターバラ・ユナイテッドのユースに加入し、2000年にケンブリッジ・ユナイテッドへ移った。しかし、クラブがフットボールリーグから降格し、財政状況が苦しくなり、下部組織の解散を決断したため、コリソンは新たなクラブを探さなければならなくなってしまった。16歳の時にウェストハム・ユナイテッドからトライアルの誘いを受け、アカデミーのディレクターであるトニー・カーを納得させるプレイをみせたコリソンは、初年度の奨学金の提供を受けることができた。
ユースで着実に成長し、2007-08シーズンの開幕前にはリザーブチームでキャプテンを務めるまでになった。夏にはトップチームに帯同し、ホーンチャーチとミルトン・キーンズ・ドンズとのプレシーズンマッチに出場した。2007年11月にはトップチームに登録され、ボルトン・ワンダラーズ戦のメンバーに招集された。プレミアリーグデビューとなったのは2008年1月1日に行われたアウェイのアーセナル戦であり、負傷したフレドリック・ユングベリに代わり、交代で出場した。2008年4月11日に行われたボルトン・ワンダラーズでチームを離脱していたマーク・ノーブルのポジションで初めてスターティングメンバーとして出場した。

### トップチームへの昇格
2008年の夏にはクラブと新たな5年間の契約を結び、クラブのプレシーズンツアーに参加し、3-1で勝利したコロンバス・クルー戦と2-3で敗れたMLSオールスター戦の後半に出場した。2008-09シーズンの開幕はリザーブチームで迎え、ピーターバラ・ユナイテッドへローンで加入する話も出ていたが、2008年10月29日に行われたマンチェスター・ユナイテッド戦に交代で出場し、良いパフォーマンスを発揮したことに加えて、チームに怪我人が多く出ていたこともあり、ジャンフランコ・ゾラはコリソンをチームに残すことを選んだ。
コリソンはゾラの期待に応え良い活躍を見せ、2008年11月8日に行われたエヴァートン戦で初ゴールを記録した。コリソンはマシュー・アップソンの負傷により交代で出場し、チームは1-3で敗れたが、コリソンにとってはこれがホームデビュー戦となった。ゾラはコリソンのトップチームでの活躍を讃え、ウインターブレイク前の12月に5年契約の延長にサインした。ボクシング・デー（12月26日）に行われたポーツマス戦では同点となるゴールを決め、4-1の勝利に貢献した。シーズン3得点目は2009年3月1日に行われたマンチェスター・シティ戦であり、チームも1-0で勝利した。コリソンはリザーブチームでは中盤の中央のポジションで最も多くの試合に出場していたが、ゾラはダイアモンドで構成する中盤の左サイドのレギュラーとして起用した。
アウェイのウィガン・アスレティック戦の3日後、コリソンは膝頭の負傷により、6週間チームを離れることになった。5月にチームに戻り、ストーク・シティ戦に交代で出場し、チームに復帰した。シーズン最終戦のミドルズブラ戦ではジュニア・スタニスラスのゴールをアシストし、2-1の勝利に貢献してシーズンを締め括った。
シーズン終了後には、コリソンはトニー・カーによりクラブの最優秀若手選手に選出された。

### 2009-10シーズン

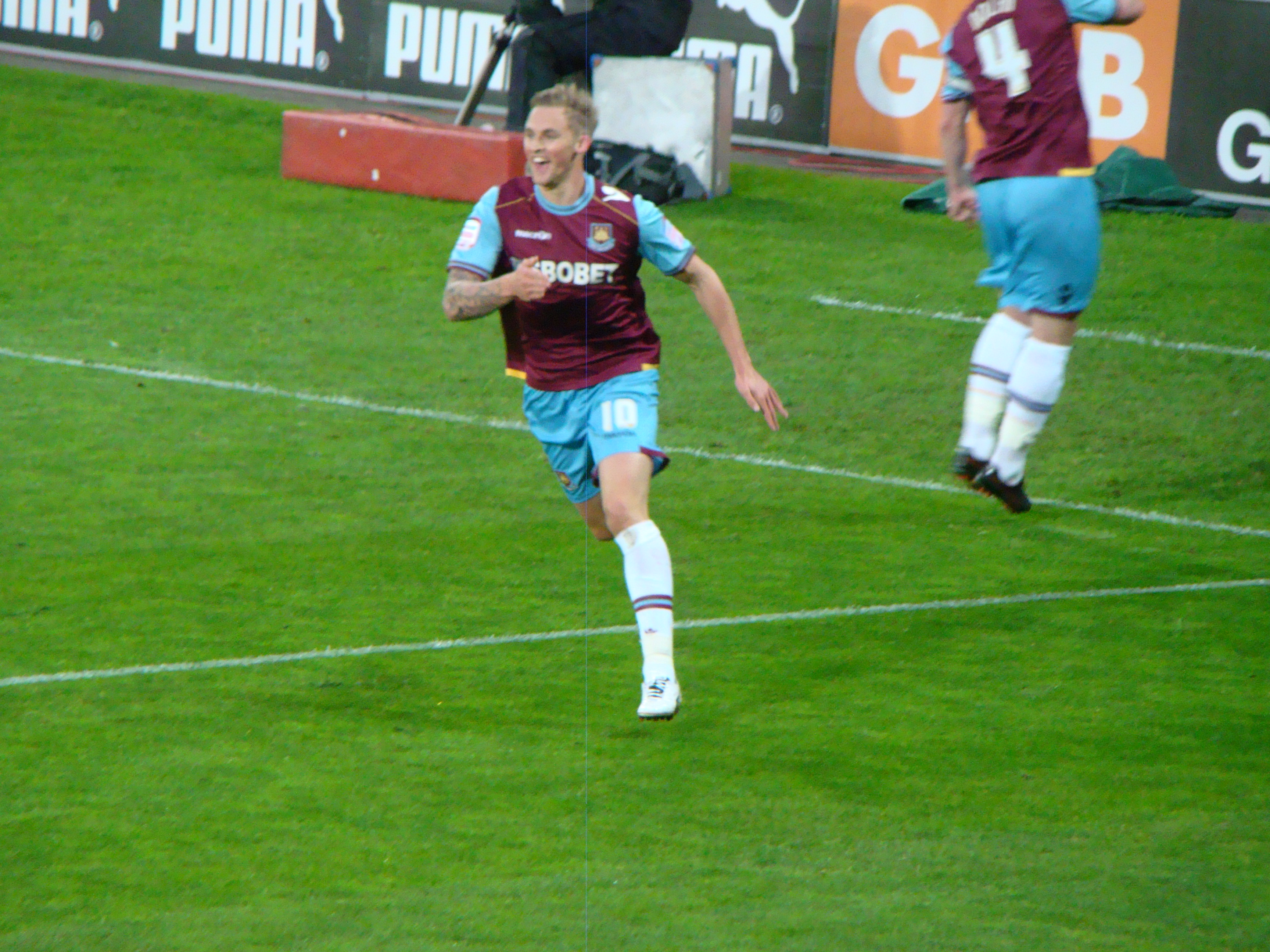
3-0で勝利したカーディフ・シティ戦でゴールを挙げて喜ぶコリソン（2012年5月）

2009年8月23日、コリソンはトッテナム・ホットスパー戦に89分間出場したが、試合後にその試合の観戦に向かう途中に父親がバイク事故により死亡したという知らせを受けた。しかし、コリソンは2日後に行われたリーグカップのミルウォール戦の出場を直訴し、チームも延長戦の末に3-1で勝利した。チームメイトは彼へのサポートを示すために全員が喪章を付け、サポーターはスタジアムに入場するコリソンを拍手で迎えた。しかし、激しいライバル関係にあるクラブ同士の試合であり、駅ではお互いのファンが衝突し、試合終了後にはファンがピッチに乱入するなどの騒ぎとなり、コリソンは目に涙を浮かべながらピッチを去った。試合後のインタビューでは、ジャンフランコ・ゾラはコリソンへの敬意を示した。
膝の怪我が再発し、9月の試合の多くを欠場することになったが、10月に練習に復帰した。2009年10月9日に行われたヴァランシエンヌとの非公式の試合に出場し、コリソンはゴールを挙げ、8日後にはスターティングメンバーに復帰し、ストーク・シティ戦に出場した。シーズン初ゴールはハル・シティ戦で記録し、続くバーンリー戦でもゴールを挙げた。

## 代表経歴
祖父がウェールズのモンマスシャーのベドウェルティ出身であるため、コリソンはウェールズ代表としてプレイする資格を有している。また、ラグビーのウェールズ代表でキャプテンを務めていた、ジョン・グウィリアムとは親戚関係にある。コリソンはイングランドで生まれたが、母親がルーツを持つウェールズの代表としてプレイすることを選んだ。当時のチームメイトでA代表でキャプテンを務めるクレイグ・ベラミーがU-21代表の監督であるブライアン・フリンにコリソンがウェールズ代表でプレイする資格を有していることを話し、19歳のコリソンを視察した後に、UEFA U-21欧州選手権予選のボスニア・ヘルツェゴビナ代表戦のメンバーに招集した。

### U-21
2007年11月に行われ、4-0で勝利したUEFA U-21欧州選手権予選のU-21ボスニア・ヘルツェゴビナ代表戦でデビューを飾り、チームの4点目となるゴールを挙げた。同月に行われ、4-2で勝利したフランス代表、2008年2月に行われたマルタ代表戦でも出場機会を得た。コリソンはアーロン・ラムジーと中盤の中心選手として活躍したが、チームはプレイオフでイングランド代表に敗れ、UEFA U-21欧州選手権の出場を逃した。

### A代表
2008年5月28日に行われ、1-0で勝利したアイスランド代表戦でA代表デビュー。ベラミーはコリソンについて、「ウェストハムのトレーニングの後に彼はいつも居残りで練習していた。サッカー人生は努力すればそれに見合った見返りを得ることができるというのが彼の考え方のようだ。」と、述べた。父親を交通事故で亡くしたため、代表監督を務めるジョン・トシャックはどのようなコンディションであるかに関わらず、コリソンにロシア代表とのワールドカップ予選の試合に出場するかどうかの選択肢を与えた。しかし、葬儀と試合の日程が重なったためコリソンは出場せず、また膝の怪我を再発しその後の試合にも出場すことは叶わず、ウェールズ代表も4位で予選敗退となってしまった。
FIFAのルールでは、A代表デビューを飾る前であれば、プレイする代表を変更することが可能である。U-21代表のチームメイトであったリース・ウィリアムスは生まれ故郷のオーストラリア代表としてプレイすることを選び、コリソンもイングランド代表を選択するのではないかとの憶測が生まれた。しかし、コリソンはウェールズ代表でプレイすると繰り返し語った。

## 個人成績
| 所属クラブ                 | シーズン         | リーグ | リーグ | FAカップ | FAカップ | リーグカップ | リーグカップ | UEFA | UEFA | Total | Total |
| 所属クラブ                 | シーズン         | 出場   | 得点   | 出場     | 得点     | 出場         | 得点         | 出場 | 得点 | 出場  | 得点  |
| -------------------------- | ---------------- | ------ | ------ | -------- | -------- | ------------ | ------------ | ---- | ---- | ----- | ----- |
| ウェストハム・ユナイテッド | 2007-08          | 2      | 0      | 0        | 0        | 0            | 0            | -    | -    | 2     | 0     |
| ウェストハム・ユナイテッド | 2008-09          | 20     | 3      | 4        | 0        | 0            | 0            | -    | -    | 24    | 3     |
| ウェストハム・ユナイテッド | 2009-10          | 21     | 2      | 0        | 0        | 1            | 0            | -    | -    | 22    | 2     |
| キャリア通算成績           | キャリア通算成績 | 43     | 5      | 4        | 0        | 1            | 0            | 0    | 0    | 48    | 5     |

2010年2月6日現在

## 獲得タイトル
- ウェストハム年間最優秀若手選手賞（Young Hammer of the Year）：2008-09
- BBCロンドン年間最優秀若手選手賞（BBC London Young Footballer of the Year）：2009年